# 大角嘴天主教小學 (海帆道)
大角嘴天主教小學（海帆道）（英語：Tai Kok Tsui Catholic Primary School (Hoi Fan Road)，簡稱：大天海帆）是一間由天主教香港教區創立的男女資助小學，位於大角嘴海帆道20號，於1972年創立，鄰近官立嘉道理爵士中學（西九龍）及擬建國安公署大樓，並毗鄰在建的公園。於2001年，該校榮獲「傑出學校獎勵計劃 管理與組織範疇」的「傑出學校獎」，又榮獲考評局「優質評核管理認證」。

## 校政管理
歷任校監
- 覃文華 神父（1972 - 1977）
- 楊靖文 神父（1977 - 1983）
- 張志誠 神父（1983 - 1985）
- 曾慶森 神父（1985 - 1991）
- 陸達初 神父（1991 - 2012）[4]
- 張秀文 女士（2012 - ）

歷任校長
- 舒樂南 校長（1972 - 1993）
- 麥惠貞 校長（1993 - 2011）[4]
- 梁綺媚 校長（2011 - 2016）
- 麥天賜 校長（2016 - 2021）
- 劉敏怡署任校長（2021年2月-7月 ）
- 梁孝友 校長 (2021起)

## 歷史
大角嘴天主教小學（海帆道）於1972年創立，當時是一所半日制男女小學。直到2000年9月左右，大角嘴天主教小學（海帆道）由大角嘴天主教小學分拆，並正式遷去位於海帆道的新校舍，同時也由半日制轉為全日制學校。

## 教學
該校以中文為主要教學語言，同時設有一至六年級，每級均有五班，而且該校不設精英班，採取將學生大致平均分班的方法，有拔尖補底小組班，全面照顧不同資質的學生，而能力比較差的學生會編入輔導小組班，以提高那些學生的學習能力。
創辦於一九七二年，是天主教教區轄下的政府資助小學；於二零零零年九月遷往海帆道新校舍，並由半日制轉為全日制小學。全校共有30班，一至六年級各有五班。本校已推行專科專教，並以活動教學為主。

## 校舍

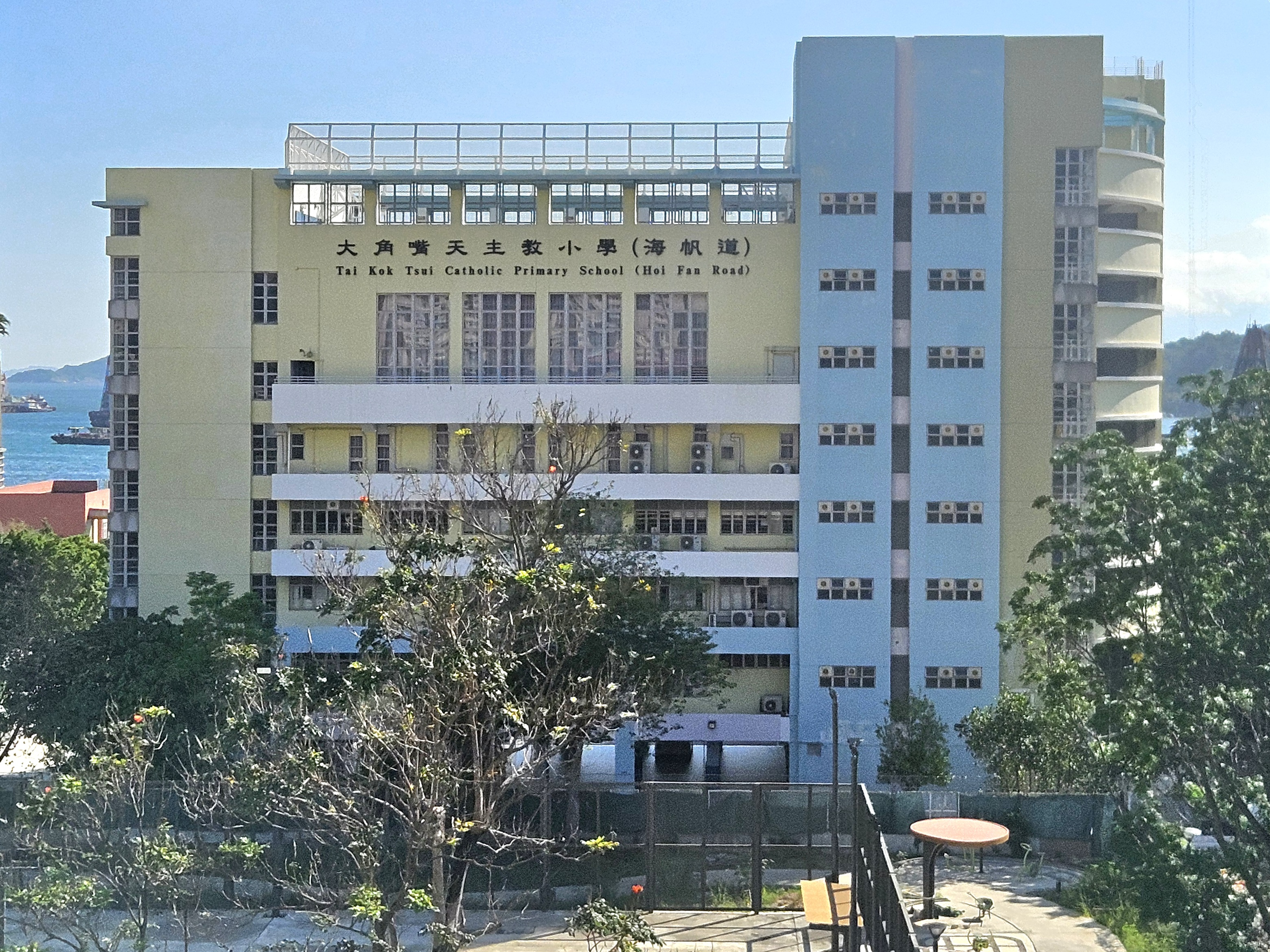
大角嘴天主教小學 (海帆道)校舍

該校校舍為一所二千年標準校舍，面積有10,727平方米，樓高七層，分別有一個禮堂、四個操場，共有課室三十間，所有課室及特別室均設有電腦、無線上網、空調設備、投影屏幕及擴音設備；另有禮堂、籃球場、有蓋操場、跑道、沙池、太陽能及風力發電機、水力發電機、中央圖書館、COMPUTER LAB、STEM ROOM、祈禱室、德育及公民教育資源室、英文室、數學室、智能常識室、音樂室、21世紀視藝室、藝術展示櫃、中國文化長廊、童心園、學生活動中心、棋藝軒、學生園圃、「海帆龍柏小天地」、家長資源中心、會議室、教具室、教職員休息室及醫療室等。此外，亦設影音製作室，如校園電視台、中央播映系統及中央廣播系統。

## 課外活動
該校支持學生全方位發展，因此舉辦了很多課外活動，活動有：合唱團、節奏樂、田徑訓練、體適能訓練、籃球隊男子組、籃球隊女子組、羽毛球組、足球班、乒乓球組、排球隊、少年警訊、公益少年團、數學培訓班、幼童軍（只限於三至六年級）、英文拔尖班、精靈藝術大師、小型網球班、大提琴班、學生支援小組、中語言實驗室培訓、英語言實驗室培訓、普語言實驗室培訓、奧數培訓班、小小工程師、小提琴班、大提琴班、長笛班、環保大使及科探、海帆小彗星、英語串字拼音班、跆拳道班、海帆特工隊、人才庫、小童軍（只限於一至二年級）、演繹技巧小組及演說隊、閱讀大使、資優電腦班、雙簧管班、單簧管班、英語會話班、小號班、長號班、鼓藝班、古箏班、柳琴班、英語串字拼音班、揚琴班、高音笙班、笛子班、二胡班、劍橋小院士認證預備班、中樂合奏、英語串字拼音班、物理模型創智課程以及電腦模型創智課程。

## 學校網頁
- 大角嘴天主教小學（海帆道）校網（页面存档备份，存于）